# Уоттон-Андервуд
Уоттон-Андервуд (англ. Wotton Underwood) — деревня около Эйлсбери в графстве Бакингемшир, примерно в 11 км к северу от Тейма (Thame) (Оксфордшир).

## Происхождение название
Топоним происходит от староангийского «ферма возле леса». Так записано в англосаксонских хрониках от 848 года под именем «Wudotun» и в книге страшного суда 1086 года под именем «Oltone». Дополнение «Underwood» появилось позже, чтобы различать деревню от других мест с названием Wotton. Это дополнение означает «возле леса» и указывает на близость деревень к старинному лесу Бернвуд.
В настоящее время помещичья усадьба деревни, Уоттон Хаус, датируется началом XVIII века, но дата уточняется, например, Джоном Соуном в 1820-х годах.
Южный Павильон, бывший дом актёра Джона Гилгуда, был куплен в 2008 году Тони и Шэр Блэрами за 4 млн. фунтов.

## Железнодорожное сообщение
Трамвай Брилл, первоначально известный как трамвай Уоттон, и с 1899 года являвшийся частью городского метрополитена, обслуживал данный район, а станция носила название Уоттон и была закрыта в 1935 году вместе с оставшейся веткой линией.
Компания Great Central Railway построила линию от Грендон Андевуда до Princes Risborough и при этом вновь открыла станцию Уоттон в 1906 году; после этого станция была закрыта в 1953 году.

## Известные жители
- Виконт Кобхейм
- Уильям Гренвиль
- Джон Гилгуд
- футболист Тэйлор Грэхэм
- Тони Блэр[4]